# 古岡滉
古岡 滉（ふるおか ひかる、1933年8月1日 - 2017年6月12日）は、日本の経営者。学習研究社(現在の学研ホールディングス)社長を務めた。創業者である古岡秀人の長男でもある。

## 経歴
東京都出身。1956年に慶應義塾大学法学部を卒業し、同年に学習研究社に入社。
1958年6月に常務に就任し、1962年3月に専務、1973年3月に副社長を経て、1982年11月には社長に就任。1993年4月に会長に就任し、1994年2月に取締役相談役を経て、1998年6月から相談役を務めた。
2017年6月12日心不全のために死去。83歳没。